# NGC 1043
NGC 1043 é uma galáxia espiral (Sb) localizada na direcção da constelação de Cetus. Possui uma declinação de +01° 20' 35" e uma ascensão recta de 2 horas, 40 minutos e 46,5 segundos.
A galáxia NGC 1043 foi descoberta em 2 de Outubro de 1886 por Lewis A. Swift.